# Freiheitspreis (Friedrich-Naumann-Stiftung)

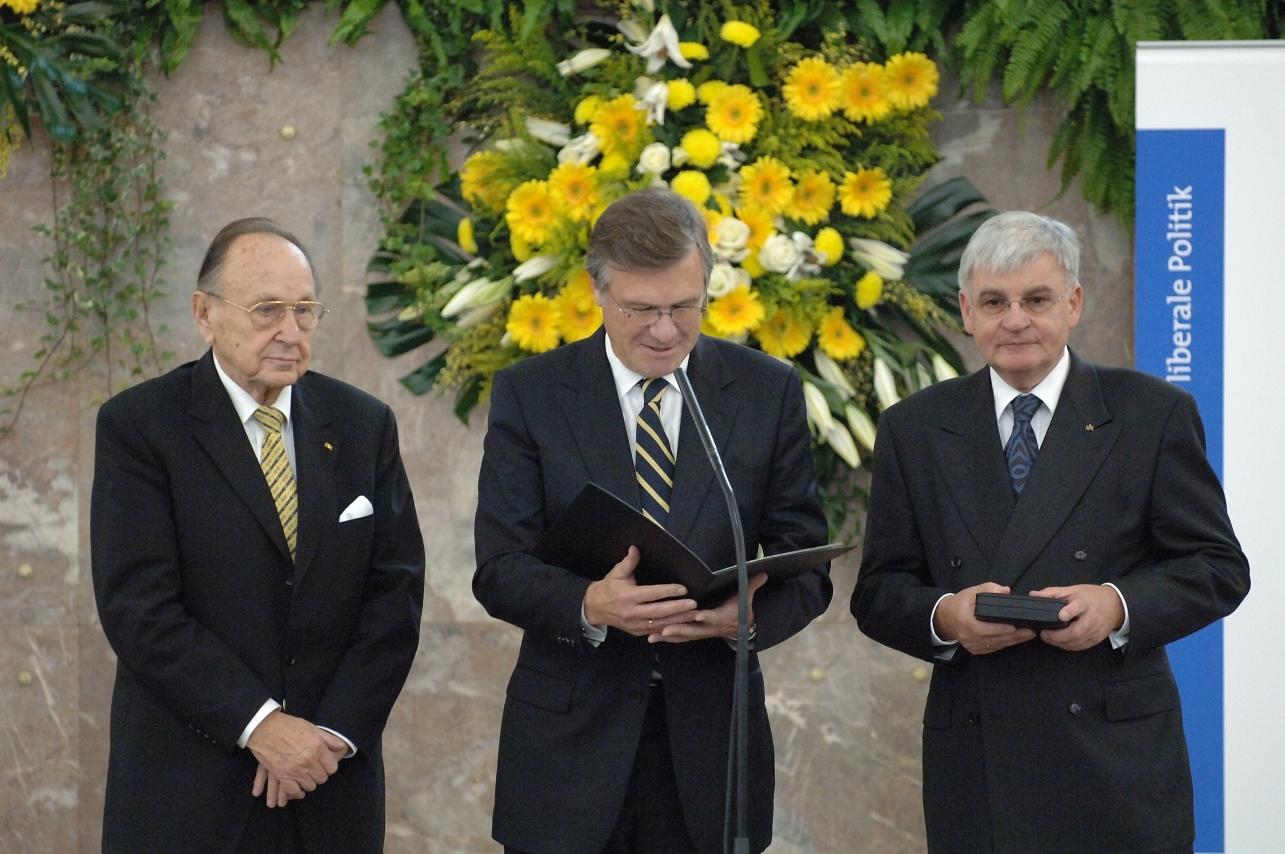
Hans-Dietrich Genscher, 1. Preisträger 2006, Wolfgang Gerhardt (Vorsitzender des Vorstandes), Jürgen Morlok (Vorsitzender des Kuratoriums)

Der Freiheitspreis der Friedrich-Naumann-Stiftung für die Freiheit ist eine seit 2006 zweijährlich in der Paulskirche zu Frankfurt am Main verliehene Auszeichnung. Mit dem Preis sollen Persönlichkeiten gewürdigt werden, die Impulse für die Entwicklung einer liberalen Bürgergesellschaft gegeben haben und so zur Fortentwicklung freiheitlicher Ziele und Werte in Deutschland und in Europa beitragen. Vorsitzende der Jury des Freiheitspreises ist Karen Horn.

## Ausgezeichnete

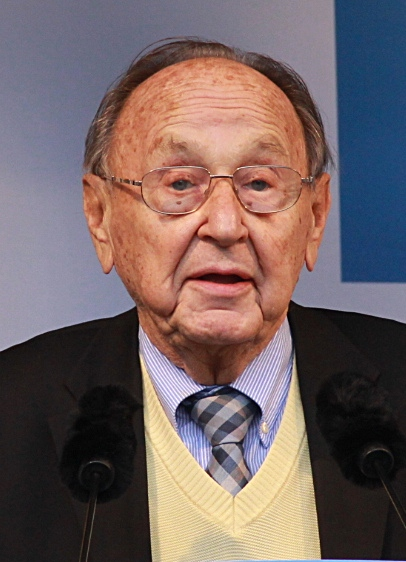
Hans-Dietrich Genscher, Preisträger 2006
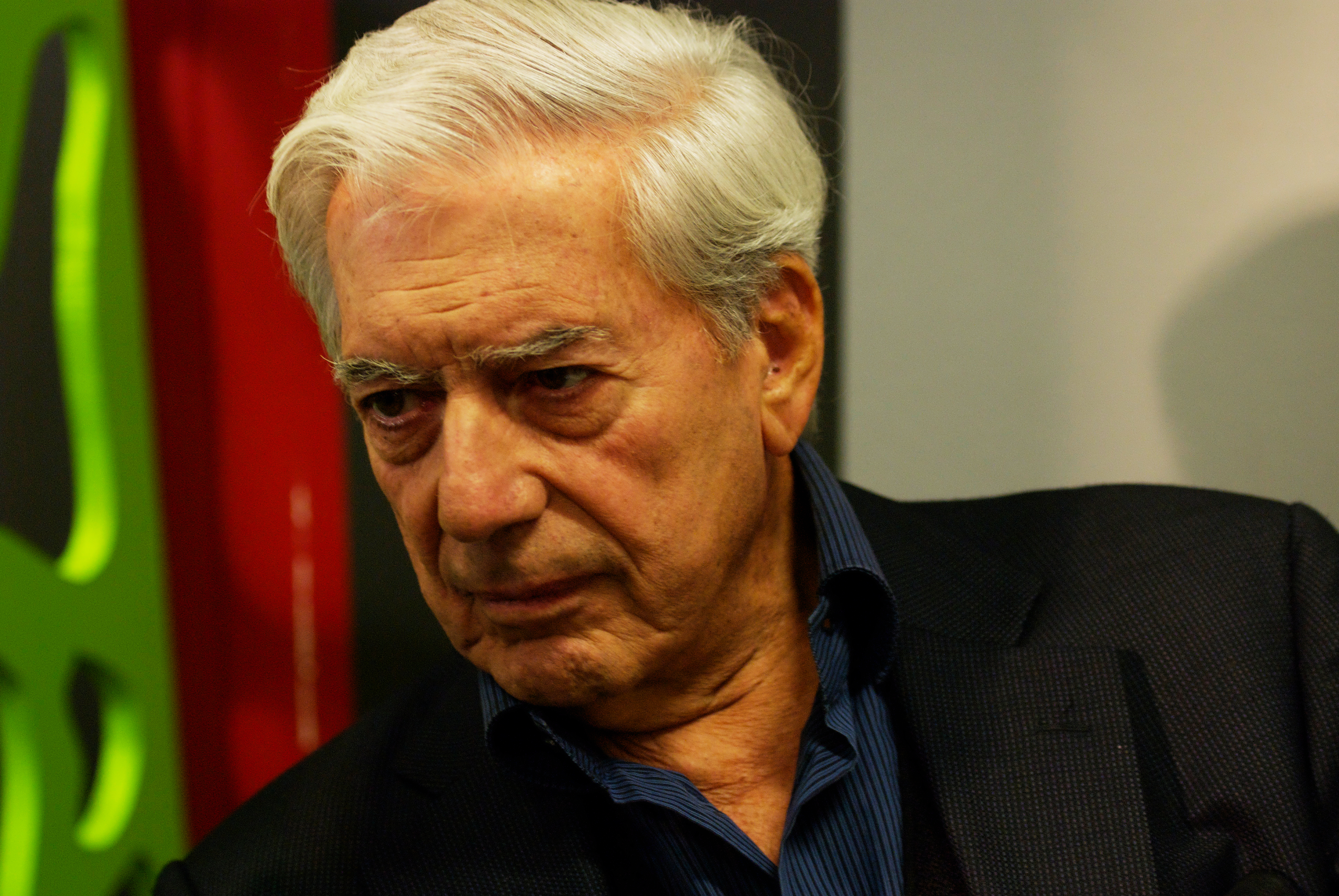
Mario Vargas Llosa, Preisträger 2008
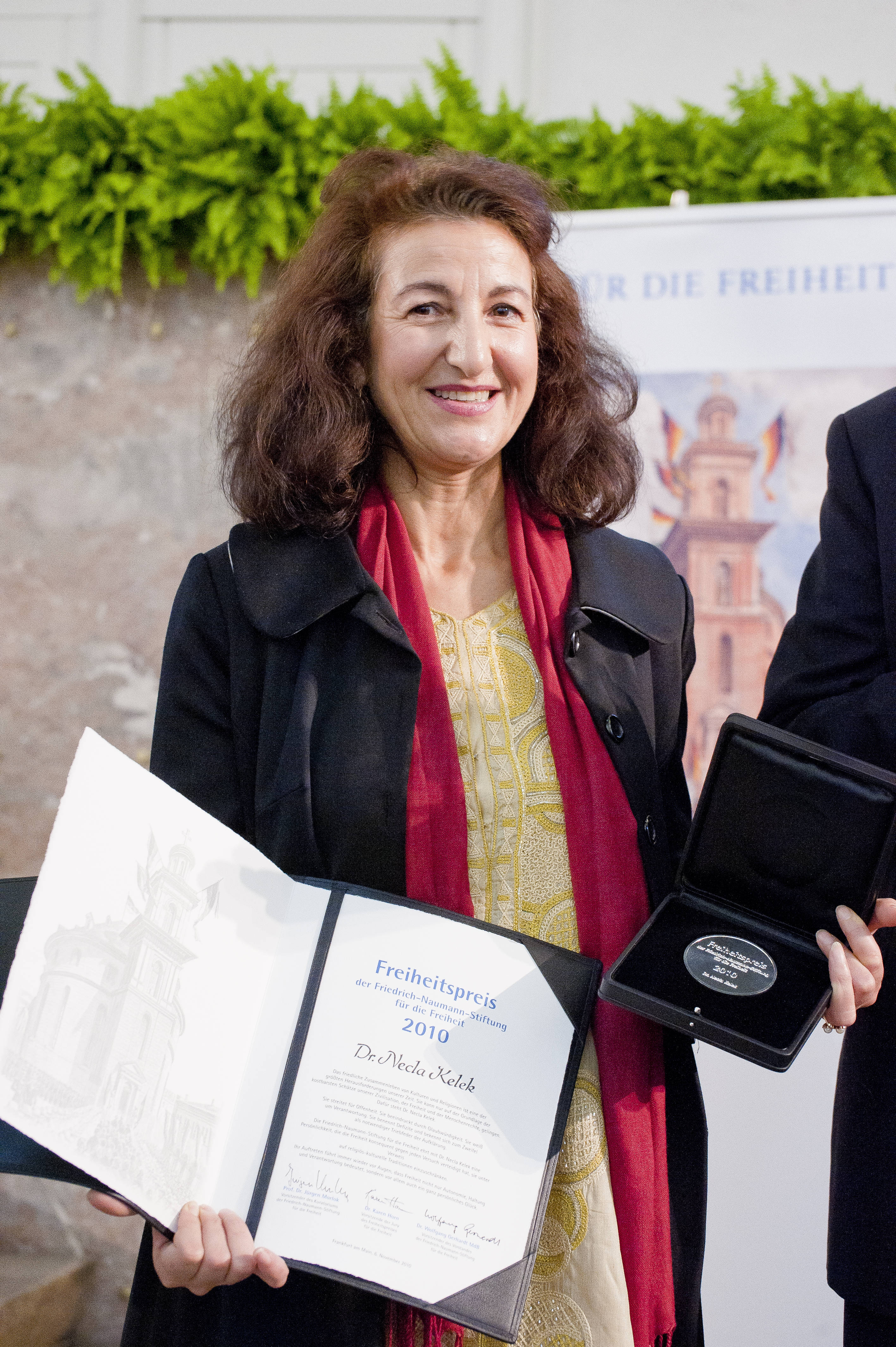
Necla Kelek, Preisträgerin 2010
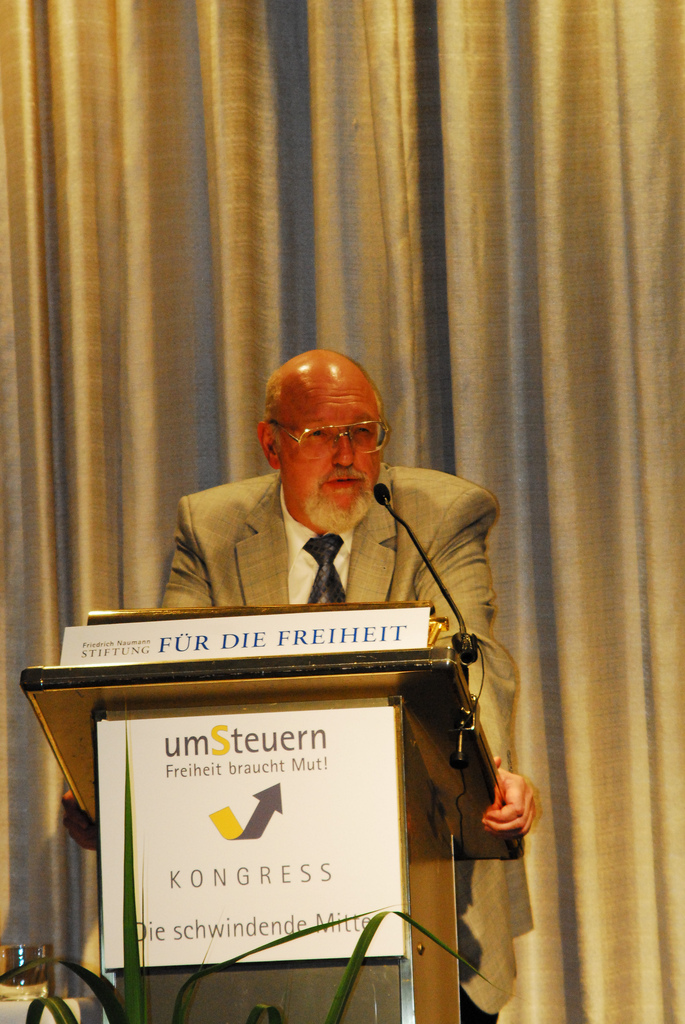
Wolfgang Kersting, Preisträger 2012
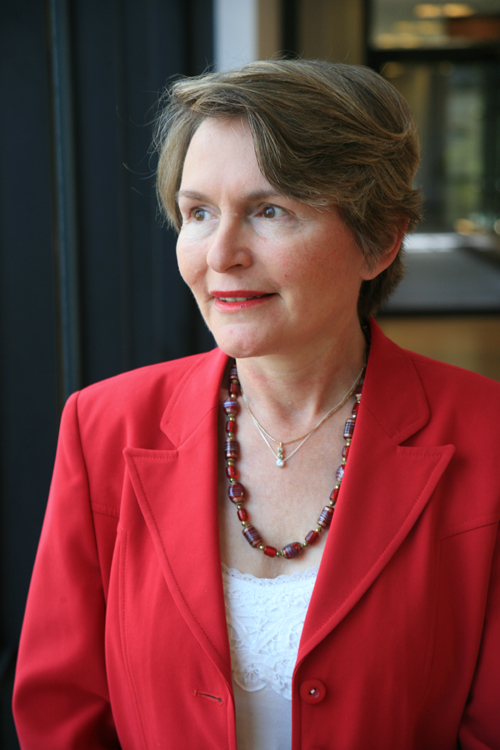
Helen Zille, Preisträgerin 2014
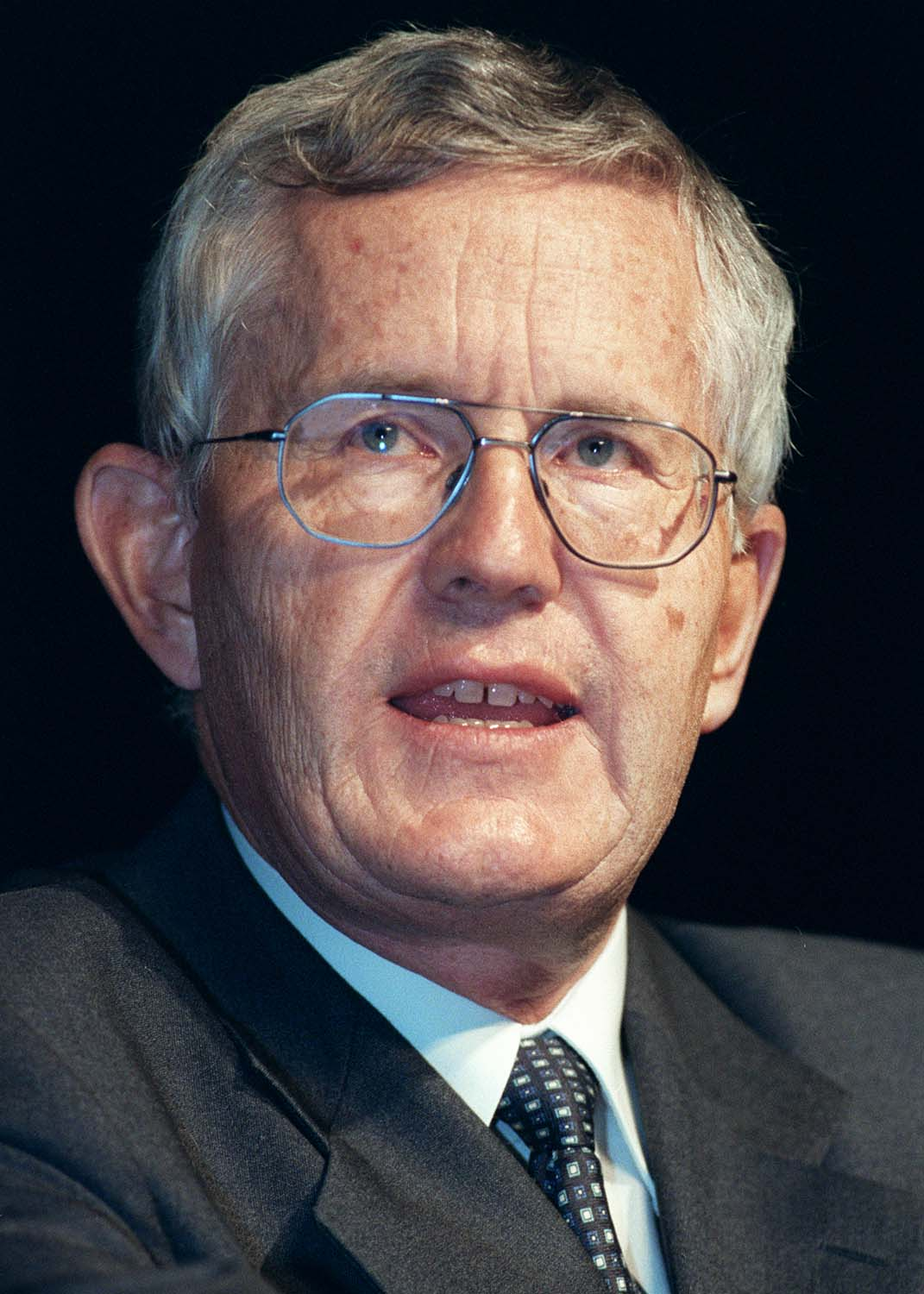
Kaspar Villiger, Preisträger 2016
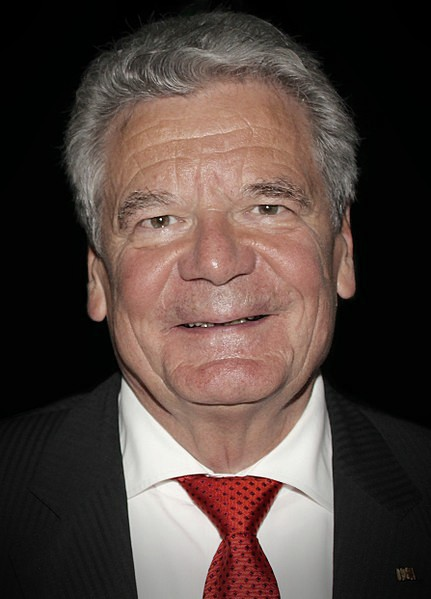
Joachim Gauck, Preisträger 2018

- 2006: Hans-Dietrich Genscher (Laudator: Richard von Weizsäcker) dafür, dass er mit seinem politischen Engagement als Außenminister der Bundesrepublik Deutschland einen Beitrag für die Freiheit von Millionen von Menschen erbracht habe.[3]
- 2008: Mario Vargas Llosa (Laudator: Frank Schirrmacher) als die liberale Stimme, die das Irrationale in den Menschen erreiche, während der Liberalismus sonst oft in der rationalistischen Kälte der Aufklärung verhaftet sei.[4] Begründung der Jury: „Mario Vargas Llosa hat viele sehr persönliche Erfahrungen und Beobachtungen literarisch festgehalten. Aber er hat sein leben keineswegs zwischen zwei Buchdeckeln gelebt. Er hat sich politisch engagiert, bis hin zu den Präsidentschaftswahlen in Peru 1990, bei denen er im 2. Wahlgang Alberto Fujimori unterlag. Um wie viel besser wäre es in Peru bestellt gewesen, wenn Mario Vargas Llosa gewonnen hätte! Solche Persönlichkeiten gibt es in keiner Gesellschaft im Überfluss. Wir ehren Mario Vargas Llosa heute auch deshalb, damit sich andere an ihm orientieren.“[5]
- 2010: Necla Kelek (Laudatorin: Alice Schwarzer) dafür, dass sie in der Integrationsdebatte mit hohem persönlichem Einsatz und nicht ohne Risiko für mehr Offenheit und Ehrlichkeit eintrete und dabei stets klar Position für den Wert der Freiheit beziehe.[6][7]
- 2012: Wolfgang Kersting (Laudator: Klaus von Dohnanyi) dafür, dass er als skeptischer Aufklärer die Werte von Freiheit und Gerechtigkeit mit außergewöhnlicher Präzision vertrete.[8]
- 2014: Helen Zille (Laudator: Horst Köhler) dafür, dass sie zeit ihres Lebens in Südafrika gegen Apartheid und für Freiheit eingetreten sei.[9][10]
- 2016: Kaspar Villiger (Laudator: Ludwig Theodor Heuss) dafür, dass er als Vater der schweizerischen Schuldenbremse und  Föderalismusreform einen Beitrag zur Fortentwicklung freiheitlicher Ziele und Werte geleistet habe.[11]
- 2018: Joachim Gauck (Laudator: Ludwig Theodor Heuss)[12][13]
- 2020: Friede Springer (Laudator: Mathias Döpfner)[14][15]
- 2022: Zuzana Čaputová[16]
- 2024:  Wladimir Kara-Mursa